# Los Hermanos Rosario
Los Hermanos Rosario – zespół muzyczny wykonujący muzykę z gatunku merengue, na początku do zespołu należeli bracia: Toño Rosario, Pepe (lider zespołu), Rafa i Luis oraz tancerka Francis Del Rosario De Páez. Członkowie zespołu pochodzą z miasta Higüey w Dominikanie, działalność rozpoczęli 1 maja 1978 roku.

## Historia
Ojciec członków zespołu, który sam był muzykiem, sprzedał dom i kupił siedmiu synom instrumenty muzyczne. Z pierwszym koncertem zespół Los Hermanos Rosario (Bracia Rosario) wystąpili w roku 1978 w ratuszu miejskim w Higüey. Do roku 1980 zespół wydał swój pierwszy singiel „Maria Guayando”. Następnie wyjechali do stołecznego Santo Domingo, żeby kontynuować tam działalność artystyczną. Zaczęli grać i śpiewać merengue w awangardowym stylu i zdobywali coraz większą popularność. Nagrali popularne utwory „María Guayando”, „Vengo Acabando”, „Bonifacio” i „El Lápiz”. 
W 1983 roku zmarł lider i kierownik muzyczny zespołu, Pepe Rosario. Kierownikiem zespołu został Rafa. Do zespołu dołączyło kilka nowych osób, w tym trzech braci Páezów, m.in. Roberto, który później ożenił się z Francis Del Rosario. Páezowie przyczynili się do sukcesu zespołu.
W roku 1987 powstała nowa płyta „Acabando” oraz utwory „Borrón y Cuenta Nueva”, „Adolescente”, „La Luna Coqueta” i inne.
W roku 1988 wystąpili na scenie nowojorskiego Madison Square Garden oraz w innych miejscach w Stanach Zjednoczonych i Kanadzie.
Podczas występów na Wyspach Kanaryjskich w roku 1991, Freddy Páez zaczął studiować Biblię ze Świadkami Jehowy. Do studium Biblii w Dominikanie dołączyła również Francis Del Rosario De Páez i jej mąż Roberto. W roku 1993, po dziesięciu latach występów, Francis zakończyła karierę tancerki. Wkrótce z zespołu odeszli też Roberto oraz jego bracia: Freddy i Julio, a także inny członek zespołu, Manuel Pérez. W roku 1994 cała piątka została Świadkami Jehowy. Francis jako pionier prowadzi działalność kaznodziejską w Dominikanie.
W roku 1993 wydali płytę „Los Mundialmente Sabrosos”. Utwór „Amor, Amor” był na pierwszych miejscach list przebojów w Stanach Zjednoczonych, Portoryko, Dominikanie, Ameryce Środkowej, Wenezueli i Kolumbii. Zespół uplasował się w pierwszej 10 na liście magazynu Billboard.
Zespół występował na scenach Ameryki i Europy, m.in. w Carnegie Hall, Madison Square Garden, Lincoln Center, Radio City Music Hall, w Mediolanie, Rzymie, Londynie, Madrycie, Amsterdamie, Brukseli, Zurychu, Berlinie oraz w szeregu miast w Kolumbii, Ekwadorze, Panamie, Portoryko, Hiszpanii, Niemczech i na wyspie Curaçao.

## Dyskografia
¡Vienen Acabando! (1980)
1. Bonifacio
2. Vengo Acabando
3. Enamorado
4. Las Locas
5. Guallando (María)
6. Muchacha Linda
7. Vete Preparando
8. Churuchuchura

Vol. 1 (1983)
1. Bonifacio „El Lápiz”
2. Vengo Acabando
3. Enamorado
4. Las Locas
5. María (Guallando Guallando)
6. Muchacha Linda
7. Vete Preparando
8. Churuchuchura

Vol. 2 (1984)
1. El Chicharrón
2. Me Tiene Amarrao
3. Te Seguiré Queriendo
4. Homenaje a Pepe
5. El Palo
6. Angelito
7. Ale Lacay
8. Tu Cariño

Vol. 3 (1985)
1. Nadie Me Brinda Na'
2. Mirame
3. Cenizas
4. Dejas Conocerte
5. La Ñapa
6. El Problema de Gisela
7. Pecadora
8. Mireya

Acabando! (1987)
1. Borrón y Cuenta Nueva
2. Nunca Más
3. Mi Morena
4. Hipocresía
5. Adolescente
6. La Voy a Olvidar (La Copa)
7. La Luna Coqueta
8. Señora

Otra Vez! (1988)
1. Llorando Se Fue
2. Ingrata
3. Equivocada Estás
4. Rubia de Fuego
5. La Parranda
6. Si Te Vas
7. Mi Tonto Amor
8. Un Loco Amor

Lo Mejor de los Hermanos Rosario (1988/1989)

### Vol. 1
1. Pecadora
2. Las Locas
3. Vengo Acabando
4. El Chicharrón
5. El Palo
6. María
7. Nadie Me Brinda Na'
8. Me Tiene Amarrao
9. El Lápiz
10. La Ñapa
11. Mirame
12. El Problema de Gisela
13. Mireya
14. Homenaje a Pepe
15. Cenizas

### Vol. 2
1. Pena y Dolor
2. Churuchura
3. Enamorado
4. Te Seguiré Queriendo
5. Ale Lacay
6. Vete Preparando
7. Dejas Conocerte
8. Tu Cariño
9. Angelito
10. Muchacha Linda
11. Ya Viene el Lunes

Fuera de Serie (1990)
1. Bomba
2. Cumande
3. Esa Morena
4. Loquito Por Ti
5. No Me Preguntes (Mis Amores)
6. Compréndeme
7. Ven Repítelo
8. Niña Bonita
9. Por Ella
10. Dime

Insuperables (1991)
1. Mil Horas
2. Hola
3. Tonta
4. Me Vas a Buscar
5. De Que Presumes
6. Desde Que la Ví
7. Bríndame Una Copa
8. Pa' Entro
9. Amor en Batalla
10. Ayer la Ví

Los Mundialmente Sabrosos (1993)
1. Amor Amor
2. El Desdichado
3. Esclavo de Tu Amor
4. En Cuarentena
5. Perdido Por Ti
6. Ay! Que Mujer
7. Morena Ven
8. Otro Ocupa Mi Lugar
9. La Otra
10. La Juma
11. Buena Suerte
12. Para Que Quererte
13. Morena Ven (Remix)

14 Éxitos Impresionantes (1993)
1. Hola
2. Bomba
3. Esa Morena
4. Cumande
5. Mi Morena
6. Tonta
7. Loquito Por Ti
8. Adolescente
9. Rubia de Fuego
10. Mil Horas
11. Desde Que la Ví
12. Compréndeme
13. Dime
14. Llorando Se Fue

Juntos Con Sus Éxitos (1994)
1. Adolescente
2. Hola
3. Borrón y Cuenta Nueva
4. Cumande
5. Mi Tonto Amor
6. Bomba
7. Ya Viene el Lunes
8. Mil Horas
9. Ingrata
10. Bríndame Una Copa
11. La Luna Coqueta
12. Desde Que la Ví

Los Dueños del Swing (1995)
1. La Dueña del Swing
2. Oleila
3. Video Clip
4. Fuiste Tú
5. Copita de Campagne
6. Pídeme la Luna
7. Caramelo
8. Mujeres Calientes
9. Ay! Que Soledad
10. La Cleptómana
11. Mamá
12. Mujer Prohibida
13. Un Día En Nueva York

Y Es Fácil! (1997)
1. Fin de Semana
2. Besos Robados
3. Detelengao (El Baile)
4. Collar de Perlas
5. Y Es Fácil
6. Chica Pum
7. La Candelosa
8. Rompecintura
9. Llorando Una Pena
10. Dígale Que No
11. Amor de Madrugada
12. Ella Se Fue
13. Y Volviste
14. No Puedo Vivir
15. Fin de Semana (Navidades) (utwór dodatkowy)

El Disco de Oro (1997)

### Vol. 1
1. Las Locas (Versión Remix)
2. Pecadora
3. Churuchura
4. Enamorado
5. El Lápiz
6. Dejas Conocerte
7. Mireya
8. Tu Cariño
9. Cenizas
10. Muchacha Linda
11. El Problema de Gisela
12. Mírame
13. Nadie Me Brinda Na'
14. El Palo (Versión Remix)
15. Me Tiene Amarrao (Versión Discoteca)

### Vol. 2
1. Nadie Me Brinda Na' (Versión House/Remix)
2. Pena y Dolor
3. Me Tiene Amarrao
4. Te Seguiré Queriendo
5. Vengo Acabando
6. La Ñapa
7. El Palo
8. Ale Lacay
9. Homenaje a Pepe
10. Angelito
11. El Chicharrón
12. María (Guayando, Guayando)
13. Vete Preparando
14. Las Locas
15. Me Tiene Amarrao (Versión Remix)

La Historia Musical Rosario (con Toño Rosario) (1998)
1. Me Tiene Amarrao
2. Siempre Estoy Pensando en Ella
3. El Lápiz
4. Estúpida
5. El Palo
6. Quiero Volver a Empezar
7. Nadie Me Brinda Na
8. Tan Que Tan
9. Las Locas
10. Seguiré

Bomba 2000 (1999)
1. Siento
2. Me Tiene Loco
3. Un Beso y Una Flor
4. Vidita Mía
5. Los Cueros
6. Frenando en el Aro
7. Cintura de Fuego
8. Ya Me Liberé
9. Que Vengan
10. Fuiste Mía Un Verano
11. Hay Algo En Ti
12. Usted Me Dejó Llorando

20 Aniversario  (2001)

### Vol. 1
1. La Dueña del Swing
2. Un Día En New York
3. Mujeres Calientes
4. Besos Robados
5. Rompecintura
6. Ya Viene el Lunes
7. Fin de Semana
8. Caramelo
9. Y Es Fácil
10. Fin de Semana (utwór dodatkowy)
11. Siento

### Vol. 2
1. Borrón y Cuenta Nueva
2. Adolescente
3. El Desdichado
4. Compréndeme
5. Desde Que la Ví
6. Mi Morena
7. Mi Tonto Amor
8. Bríndame Una Copa
9. Bomba
10. La Luna Coqueta
11. Morena Ven

Swing a Domicilio (2003)
1. Merengue Bomba
2. Por Amor
3. Sube y Baja
4. Yo Necesito
5. Contigo
6. Para Olvidarme de Ella
7. Todo lo Que Tengo
8. Lo Siento
9. Viento a Mi Favor
10. Estoy Amando
11. A Tu Recuerdo
12. Cuando Un Amor Se Va

Grandes Éxitos (2003/2005)

### Vol. 1
1. Sube y Baja
2. La Dueña del Swing
3. Un Día En Nueva York
4. Adolescente
5. Todo lo Que Tengo
6. Morena Ven
7. Desde Que la Ví
8. Fin de Semana
9. Borrón y Cuenta Nueva
10. Siento
11. Y Es Fácil
12. Rompecintura
13. Mujeres Calientes
14. Mi Morena
15. Mil Horas

### Vol. 2
1. La Cleptómana
2. Ya Viene el Lunes
3. A Mi Me Gusta
4. El Desdichado
5. Compréndeme
6. Video Clip
7. La Luna Coqueta
8. Oleila
9. Hola
10. Frenando en el Aro
11. Besos Robados
12. Morena Ven

Antología Musical (2006)
1. Sube y Baja
2. Todo lo Que Tengo
3. Un Día En New York
4. La Dueña del Swing
5. Borrón y Cuenta Nueva
6. Adolescente
7. Desde Que la Ví
8. Mi Morena
9. Morena Ven
10. Mujeres Calientes
11. Besos Robados
12. Rompecintura
13. Y Es Fácil
14. Fin de Semana
15. Siento

Aura (2007)
1. Con Agua y Jabón
2. Aló
3. Tengo Envidia
4. Rumba
5. El Culpable
6. Por Ti
7. El Milagro de Tus Ojos
8. Higüeyano
9. Tú Querías Más
10. Te Eché de Menos
11. Otra Vez a Sufrir
12. Me Voy Pa'l Pueblo
13. Karen

CD Económico de Santo Domingo (2007)
1. Me Voy Pa'l Pueblo
2. Si No Me Dan de Beber
3. Esto Si Ta' Bueno
4. El Pobre Luis
5. Karen (Live)
6. Cuando Nos Falla el Amor
7. Homenaje a los Grandes
8. El Lápiz (Live)
9. Las Locas (Live)
10. La Camisa Negra

La Bomba (2007)
1. Las Locas
2. Me Tiene Amarrao
3. Pena y Dolor
4. Vengo Acabando
5. Enamorado
6. El Palo
7. Muchacha Linda
8. El Problema de Gisela
9. Dejas Conocerte
10. Pecadora
11. Vete Preparando
12. El Chicharrón
13. Mírame
14. Angelito

Tú Querías Más (Single) (2009)
1. Tú Querías Más